# Knights of Space
Knights of Space è l'undicesimo album live della space rock band britannica Hawkwind, registrato nel 2007 e pubblicato l'anno successivo.

## Tracce
1. Black Corridor  (Michael Moorcock)
2. Aero Space Age Inferno  (Robert Calvert)
3. Space Love  (Hawkwind)
4. The Awakening  (Calvert)
5. Orgone Accumulator  (Calvert/Dave Brock)
6. Paradox  (Brock)
7. Robot  (Calvert/Brock)
8. Abducted  (Tree/Brock)
9. Alien (I Am)  (Brock)
10. Alien Poem  (Hawkwind)
11. Master of the Universe  (Nik Turner/Brock)
12. Time We Left  (Brock)
13. Lighthouse  (Tim Blake)
14. Arrival in Utopia  (Brock)
15. Damnation Alley  (Calvert/Brock/Simon House)
16. Sonic Attack  (Moorcock)
17. Welcome to the Future  (Calvert)
18. Flying Doctor  (Calvert/Brock)
19. Silver Machine  (Calvert/Brock)

## Formazione
- Dave Brock - chitarra, tastiere, voce
- Tim Blake - tastiere, Theremin
- Jason Stuart - tastiere
- Mr. Dibs - basso, voce
- Richard Chadwick - batteria